# Anyang, Gyeonggi
Anyang (hangul 안양시, hanja 安養市) är en stad i den sydkoreanska provinsen Gyeonggi. Den är en förort till Seoul och hade 574 000 invånare i slutet av 2019.
Staden består av två stadsdistrikt:
- Dongan-gu i den östra delen av staden med cirka 325 000 invånare, som är indelad i 17 administrativa stadsdelar (dong)
- Manan-gu i den västra delen av staden med cirka 250 000 invånare, som är indelad i 14 administrativa stadsdelar (dong)

## Sport
I Anyang finns ett av tre ishockeylag i Sydkorea, Anyang Halla.